# Veeniceratina
Veeniceratina is een geslacht van uitgestorven kreeftachtigen uit de klasse van de Ostracoda (mosselkreeftjes).

## Soorten
- Veeniceratina communis (Yaskevich, 1961) Gruendel & Kozur, 1972 †
- Veeniceratina hispida (Veen, 1936) Gruendel & Kozur, 1972 †
- Veeniceratina porrecta (Andreev & Vronskaya, 1965) Gruendel & Kozur, 1972 †
- Veeniceratina rossae (Alexander, 1934) Gruendel & Kozur, 1972 †
- Veeniceratina similis (Vronskaya, 1965) Gruendel & Kozur, 1972 †